# روبرت وود جونسون الثالث
روبرت وود جونسون الثالث (بالإنجليزية: Robert Wood Johnson III)‏ هو شخصية أعمال أمريكي، ولد في 9 سبتمبر 1920 في نيو برونزويك في الولايات المتحدة، وتوفي في 22 ديسمبر 1970 في واشنطن العاصمة في الولايات المتحدة بسبب سرطان.